# Ritual (White Lies)
Ritual è il secondo album della band indie rock inglese White Lies, uscito il 17 gennaio 2011.

## Il disco
Il titolo dell'album è stato confermato dalla band nel mese di novembre 2010. L'album è stato inoltre anticipato dal singolo Bigger than Us, pubblicato il 17 gennaio 2011.
Il leader della band, Harry McVeigh, ha dichiarato che la tematica fondamentale dell'album è l'amore, aggiungendo però che il disco contiene anche «parecchie immagini religiose». Dal punto di vista musicale invece il batterista Jack Lawrence-Brown ha affermato che la band ha voluto osare di più rispetto a quanto fatto nel precedente lavoro, andando nella direzione di sonorità completamente diverse da quelle di To Lose My Life.... In particolare, l'album è caratterizzato da una maggior presenza dell'elettronica, introdotta grazie alla collaborazione con il produttore Alan Moulder.

## Tracce
Testi e musiche di Harry McVeigh, Charles Cave, Jack Lawrence-Brown.
1. Is Love – 4:52
2. Strangers – 5:24
3. Bigger than Us – 4:43
4. Peace & Quiet – 5:54
5. Streetlights – 5:00
6. Holy Ghost – 4:22
7. Turn The Bells – 5:04
8. The Power & The Glory – 5:13
9. Bad Love – 3:58
10. Come Down – 5:10

## Reazioni della critica
| Recensione          | Giudizio |
| ------------------- | -------- |
| All Music Guide     |          |
| The Irish Times     |          |
| New Musical Express |          |
| Entertainment.ie    |          |
| Clash Music         |          |
| The Guardian        |          |
| Rolling Stone       |          |
| MusicOMH.com        |          |
| Sputnikmusic        |          |

L'album ha ricevuto giudizi contrastanti dalla critica musicale: secondo i dati raccolti dall'aggregatore di recensioni Metacritic, il disco ha ottenuto un giudizio medio di 56 su 100, che indica un giudizio misto o medio. Gregory Heaney di All Music Guide gli ha conferito un giudizio positivo, affermando che la band esplora gli aspetti più oscuri ed eterei del Post-punk revival, discostandosi da altre band come gli Editors e gli Interpol e inserendo anche momenti più dinamici, i quali dimostrano che «per esplorare l'oscurità, è necessario disporre di una luce».
Anche The Irish Time, tramite la recensione firmata da Brian Boyd, ha dato all'album una recensione positiva, affermando «che non tutto funziona, ma nel complesso questo è un lavoro accattivante che segna un passo avanti» per la band.
Più critico risulta invece Barry Nicolson di New Musical Express, che ha conferito all'album un giudizio di 6 su 10, scrivendo che Ritual «non è un brutto album», ma la band è carente proprio nell'aspetto più importante per ogni gruppo che desideri affrontare i temi oscuri: la convinzione. Jenny Mulligan di entertainment.ie afferma che si tratta di un disco ripetitivo e privo di una canzone dall'immediatezza e dalla verve di precedenti brani come Farewall to the Fairground.
Positivo è invece il giudizio di Ian Wade della BBC, secondo il quale si tratta di un album robusto «che dovrebbe far proseguire l'ascesa della band verso qualcosa di serio ed importante».

## Classifiche
| Classifica (2011)     | Posizione massima |
| --------------------- | ----------------- |
| Belgio (Vallonia)     | 27                |
| Belgio (Fiandre)      | 4                 |
| Danimarca             | 2                 |
| Francia               | 123               |
| Finlandia             | 20                |
| Germania              | 10                |
| Irlanda               | 7                 |
| Italia                | 64                |
| Norvegia              | 19                |
| Paesi Bassi           | 3                 |
| Polonia               | 14                |
| Regno Unito           | 3                 |
| Spagna                | 94                |
| Stati Uniti d'America | 95                |
| Svezia                | 12                |
| Svizzera              | 15                |